# ГЕС-ГАЕС Мормон-Флет
ГЕС-ГАЕС Мормон-Флет – гідроелектростанція у штаті Аризона (Сполучені Штати Америки). Знаходячись між ГЕС-ГАЕС Горс-Меса (вище по течії) та ГЕС Stewart Mountain (13 МВт), входить до складу каскаду на Салт-Рівер, правій притоці річки Гіла, яка в свою чергу є лівою притокою Колорадо (на території Мексики впадає до Каліфорнійської затоки).
У 1920-х роках річку перекрили бетонною арковою греблею висотою 68 метрів, довжиною 116 метрів та товщиною від 2,4 (по гребеню) до 6,1 (по основі) метрів, яка потребувала 45 тис м3 матеріалу. Вона утримує витягнуте по долині Салт-Рівер на 16 км водосховище Каньйон-Лейк з площею поверхні 3,8 км2 та об’ємом 71,4 млн м3.
У 1926-му пригреблевий машинний зал обладнали однією турбіною потужністю 9,2 МВт, а в 1971-му її доповнили оборотною турбіною типу Френсіс з показником 40 МВт (в 2014-му збільшено до 54 МВт), яка використовує напір/забезпечує підйом на 40 метрів. При роботі в режимі гідроакумуляції як нижній резервуар використовують водосховище наступної станції каскаду.